# Der Tod des Erzbischofs Engelbert von Köln
Der Tod des Erzbischofs Engelbert von Köln ist eine Ballade in drei Teilen der Schriftstellerin Annette von Droste-Hülshoff. Das 1840/42 in Rüschhaus verfasste Werk wurde erstmals 1844 in ihrem Band „Gedichte“ publiziert. Das Gedicht wurde zuvor 1841 von dem mit ihr befreundeten Levin Schücking in seinem Band Das malerische und romantische Westphalen aufgenommen.

## Text
I.

Der Anger dampft, es kocht die Ruhr,

Im scharfen Ost die Halme pfeifen,

Da trabt es sachte durch die Flur,

Da taucht es auf wie Nebelstreifen,

Da nieder rauscht es in den Fluß,

Und stemmend gen der Wellen Guß

Es fliegt der Bug, die Hufe greifen.

 

Ein Schnauben noch, ein Satz, und frei

Das Roß schwingt seine nassen Flanken,

Und wieder eins, und wieder zwei,

Bis fünfundzwanzig stehn wie Schranken:

Voran, voran durch Heid und Wald,

Und wo sich wüst das Dickicht ballt,

Da brechen knisternd sie die Ranken.

 

Am Eichenstamm, im Überwind,

Um einen Ast den Arm geschlungen,

Der Isenburger steht und sinnt

Und naget an Erinnerungen.

Ob er vernimmt, was durchs Gezweig

Ihm Rinkerad, der Ritter bleich,

Raunt leise wie mit Vögelzungen?

 

„Graf,“ flüstert es, „Graf haltet dicht,

Mich dünkt, als woll’ es Euch betören;

Bei Christi Blute, laßt uns nicht

Heim wie gepeitschte Hunde kehren

Wer hat gefesselt Eure Hand,

Den freien Stegreif Euch verrannt?“ –

Der Isenburg scheint nicht zu hören.

 

„Graf,“ flüstert es, „wer war der Mann,

Dem zu dem Kreuz die Rose paßte?

Wer machte Euren Schwäher dann

In seinem eignen Land zum Gaste?

Und, Graf, wer höhnte Euer Recht,

Wer stempelt’ Euch zum Pfaffenknecht?“ –

Der Isenburg biegt an dem Aste.

 

„Und wer, wer hat Euch zuerkannt,

Im härnen Sünderhemd zu stehen,

Die Schandekerz’ in Eurer Hand,

Und alte Vetteln anzuflehen

Um Kyrie und Litanei!?“ –

Da krachend bricht der Ast entzwei

Und wirbelt in des Sturmes Wehen.

 

Spricht Isenburg: „Mein guter Fant,

Und meinst du denn ich sei begraben?

O laß mich nur in meiner Hand –

Doch ruhig, still, ich höre traben!“

Sie stehen lauschend, vorgebeugt:

Durch das Gezweig der Helmbusch steigt

Und flattert drüber gleich dem Raben.

 

    II.

Wie dämmerschaurig ist der Wald

An neblichten Novembertagen,

Wie wunderlich die Wildnis hallt

Von Astgestöhn und Windesklagen!

„Horch, Knabe, war das Waffenklang?“ –

„Nein, gnäd’ger Herr! ein Vogelsang.

Von Sturmesflügeln hergetragen.“ –

 

Fort trabt der mächtige Prälat,

Der kühne Erzbischof von Köllen,

Er, den der Kaiser sich zum Rat

Und Reichsverweser mochte stellen,

Die ehrne Hand der Klerisei, –

Zwei Edelknaben, Reis’ger zwei,

Und noch drei Äbte als Gesellen.

 

Gelassen trabt er fort, im Traum

Von eines Wunderdomes Schöne,

Auf seines Rosses Hals den Zaum,

Er streicht ihm sanft die dichte Mähne,

Die Windesodem senkt und schwellt;

Es schaudert, wenn ein Tropfen fällt

Von Ast und Laub, des Nebels Träne.

 

Schon schwindelnd steigt das Kirchenschiff,

Schon bilden sich die krausen Zacken –

Da, horch, ein Pfiff und hui, ein Griff,

Ein Helmbusch hier, ein Arm im Nacken!

Wie Schwarzwildrudel bricht’s heran,

Die Äbte fliehn wie Spreu, und dann

Mit Reisigen sich Reis’ge packen.

 

Ha, schnöder Strauß! zwei gegen zehn!

Doch hat der Fürst sich losgerungen,

Er peitscht sein Tier und mit Gestöhn

Hat’s übern Hohlweg sich geschwungen;

Die Gerte pfeift – „Weh, Rinkerad!“ –

Vom Rosse gleitet der Prälat

Und ist ins Dickicht dann gedrungen.

 

„Hussa, hussa, erschlagt den Hund,

Den stolzen Hund!“ und eine Meute

Fährt’s in den Wald, es schließt ein Rund,

Dann vor- und rückwärts und zur Seite;

Die Zweige krachen – ha, es naht –

Am Buchenstamm steht der Prälat

Wie ein gestellter Eber heute.

 

Er blickt verzweifelnd auf sein Schwert,

Er löst die kurze breite Klinge,

Dann prüfend untern Mantel fährt

Die Linke nach dem Panzerringe;

Und nun wohlan, er ist bereit,

Ja männlich focht der Priester heut,

Sein Streich war eine Flammenschwinge.

 

Das schwirrt und klingelt durch den Wald,

Die Blätter stäuben von den Eichen,

Und über Arm und Schädel bald

Blutrote Rinnen tröpfeln, schleichen;

Entwaffnet der Prälat noch ringt,

Der starke Mann, da zischend dringt

Ein falscher Dolch ihm in die Weichen.

 

Ruft Isenburg: „Es ist genug,

Es ist zuviel!“ und greift die Zügel:

Noch sah er, wie ein Knecht ihn schlug

Und riß den Wicht am Haar vom Bügel.

„Es ist zuviel, hinweg, geschwind!“

Fort sind sie, und ein Wirbelwind

Fegt ihnen nach wie Eulenflügel. –

 

Des Sturmes Odem ist verrauscht,

Die Tropfen glänzen an dem Laube,

Und über Blutes Lachen lauscht

Aus hohem Loch des Spechtes Haube;

Was knistert nieder von der Höh’

Und schleppt sich wie ein krankes Reh?

Ach armer Knabe, wunde Taube!

 

„Mein gnädiger, mein lieber Herr,

So mußten dich die Mörder packen?

Mein frommer, o mein Heiliger!“

Das Tüchlein zerrt er sich vom Nacken,

Er druckt es auf die Wunde dort,

Und hier und drüben, immerfort,

Ach, Wund’ an Wund’ und blut’ge Zacken!

 

„Ho, holla ho!“ – dann beugt er sich

Und späht, ob noch der Odem rege;

War’s nicht als wenn ein Seufzer schlich,

Als wenn ein Finger sich bewege? –

„Ho, holla ho!“ – „Hallo, hoho!“

Schallt’s wiederum, des war er froh:

„Sind unsre Reuter allewege!“

 

    III.

Zu Köln am Rheine kniet ein Weib

Am Rabensteine unterm Rade,

Und überm Rade liegt ein Leib,

An dem sich weiden Kräh’ und Made;

Zerbrochen ist sein Wappenschild,

Mit Trümmern seine Burg gefüllt,

Die Seele steht bei Gottes Gnade.

 

Den Leib des Fürsten hüllt der Rauch

Von Ampeln und von Weihrauchschwelen –

Um seinen qualmt der Moderhauch

Und Hagel peitscht der Rippen Höhlen;

Im Dome steigt ein Trauerchor,

Und ein Tedeum stieg empor

Bei seiner Qual aus tausend Kehlen.

 

Und wenn das Rad der Bürger sieht,

Dann läßt er rasch sein Rößlein traben,

Doch eine bleiche Frau die kniet,

Und scheucht mit ihrem Tuch die Raben:

Um sie mied er die Schlinge nicht,

Er war ihr Held, er war ihr Licht –

Und ach! der Vater ihrer Knaben!

## Form und Aufbau
Die Ballade besteht aus zweiundzwanzig Strophen zu je sieben Versen. Die Strophen weisen durchgängig das Versmaß als Jambischer Vierheber auf. Die einzelnen Strophen sind siebenzeilig angelegt, wobei die letzte Zeile im Reimschema [ababccb] jeweils den Reim der zweiten und vierten Zeile aufgreift.

## Handlung

### Erster Teil
Graf Isenburg ist mit seinen 25 Bewaffneten zu einem Hinterhalt ausgeritten, um den Erzbischof Engelbert gefangen zu nehmen, und lauscht dabei den Einflüsterungen seines Begleiters Rinkerad auf Rache für erduldete Schmach.

### Zweiter Teil
„Der mächtige Prälat, der kühne Erzbischof von Köllen“, begleitet nur von zwei Edelknaben, zwei Reisigen und drei Äbten, reitet an einem nebeligen Novembertag durch einen Wald. In Gedanken an seinen geplanten Dombau wird er von fünffacher Übermacht überfallen und dabei von Rinkerad getötet. Isenburg bereut die voreilige Tat und beklagt den Tod des Erzbischofs.

### Dritter Teil
Isenburg ist am Rabenstein bei Köln hingerichtet worden, sein Wappenschild als Zeichen der Ächtung zerbrochen, seine Burg zerstört. Während im Dom die Trauerfeier für Engelbert stattfindet, beklagt seine Witwe den Tod des Grafen und das künftige Schicksal ihrer Söhne.

## Historischer Hintergrund
Ausgangspunkt der Ballade ist die Ermordung des Erzbischofs und Grafen von Berg Engelbert I. von Köln am 7. November 1225 bei Gevelsberg im kurkölnnischen Herzogtum Westfalen, wo er auf der Rückreise vom Sendgericht in Soest von einer Gruppe Bewaffneter unter Führung seines Verwandten, Graf Friedrich von Isenberg, überfallen und von dessen Ministerialen erschlagen wurde. Als Motiv der Tat gilt, dass Engelbert dem Bruder von Isenburgs Gemahlin den Besitz der Grafschaft Berg vorenthalten habe („dem zu dem Kreuz [das Kurkölnische Kreuz] die Rose [die Isenburger Rose] passte“). Als Strafe für seine Tat wurde Graf Friedrich von Isenberg am 14. November 1226, ein Jahr nach der Tat, in Köln vor der Severinstorburg öffentlich durch Rädern hingerichtet und die Isenburg von den Truppen des Erzbischofs Heinrich von Molenark geschleift.
Die Ermordung Engelberts steht in der mittelalterlichen Kirchengeschichte nicht isoliert. So wurden Arnold von Selenhofen, Erzbischof von Mainz, 1160 und Thomas Becket, Erzbischof von Canterbury, 1170 ermordet.

## Zeitgeschichtlicher Bezug
Einen zeitgeschichtlichen Bezug in der militanten Auseinandersetzung zwischen Staat und Kirche fanden die Ereignisse um Erzbischof Engelbert in den Kölner Wirren um Clemens August Droste zu Vischering, einem Verwandten der Droste, für den diese sich in ihren Briefen einsetzte. Von 1835 bis 1845 Erzbischof von Köln war er wegen seiner kompromisslosen Haltung in der Mischehen-Frage am 20. November 1837 verhaftet und bis zum April 1839 auf der Festung Minden gefangen gehalten, um vor allem in seiner Heimatstadt Münster als „Märtyrer von Minden“ Verehrung zu finden. Erst 1842 konnte der Kölner Kirchenstreit offiziell nach Verhandlungen zwischen Staat und Kirche beigelegt werden. Auch wenn die Droste in ihrem gleichzeitig entstandenen Gedicht keinerlei Andeutungen auf diese Ereignisse macht, so waren sie im allgemeinen Bewusstsein zu präsent, um nicht wahrgenommen zu werden.

## Rezeption
Unter dem Titel „AufRuhr 1225! Ritter, Burgen und Intrigen. Das Mittelalter an Rhein und Ruhr“ veranstaltete das LWL-Museum für Archäologie und Kultur, Westfälisches Landesmuseum in Herne 2010 eine Sonderausstellung sowie, mit direktem Zitat aus dem Droste-Gedicht „Zerbrochen ist sein Wappenschild, mit Trümmern seine Burg gefüllt – Die Grabungsfunde von der Hattinger Burg Isenberg“, das Museum im Bügeleisenhaus in Hattingen 2018 eine Ausstellung.